# 泛美航空214号班机空难
泛美航空214号班机，是一班从波多黎各圣胡安路易斯·穆尼奥斯·马林国际机场起飞，前往费城国际机场的定期客运航班，该班机使用波音707-121飞机，在1963年12月8日在美国马里兰州埃尔克顿附近坠毁。此次空难由雷击造成，致使机上81名乘客全部遇难。

## 经过

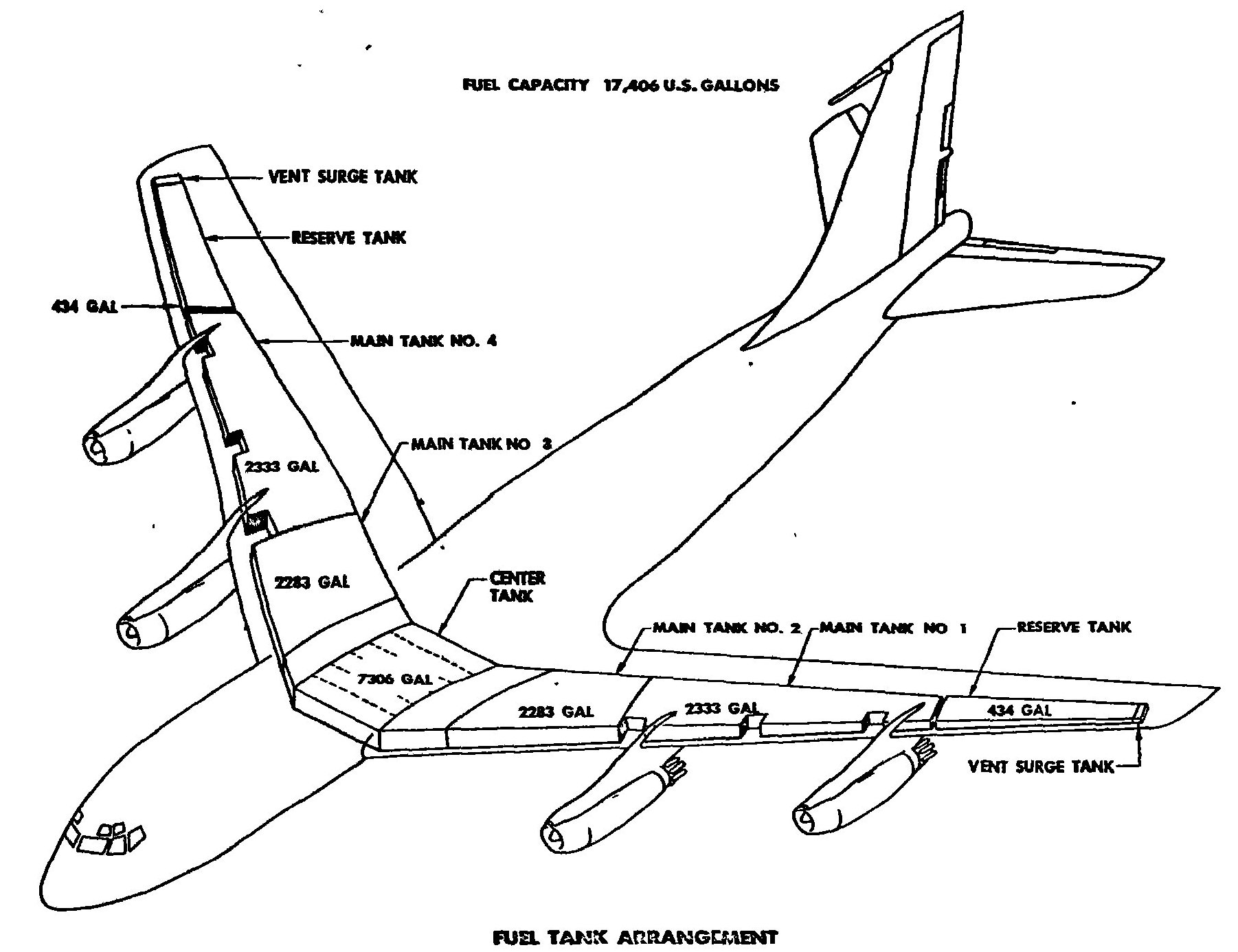
失事客机的油箱布局示意图

214号航班在降落费城途中失火坠毁。事后调查发现，闪电击中油箱的挥发物后起火。这次事件后，联邦航空局命令所有商用飞机加装防电器。

## 吉尼斯世界纪录
泛美航空214号班机空难被记录在2005年吉尼斯世界纪录上：雷击致人死亡人数最多的事件。